# Dolichomitus baiamarensis
Dolichomitus baiamarensis là một loài tò vò trong họ Ichneumonidae.